# Джафар

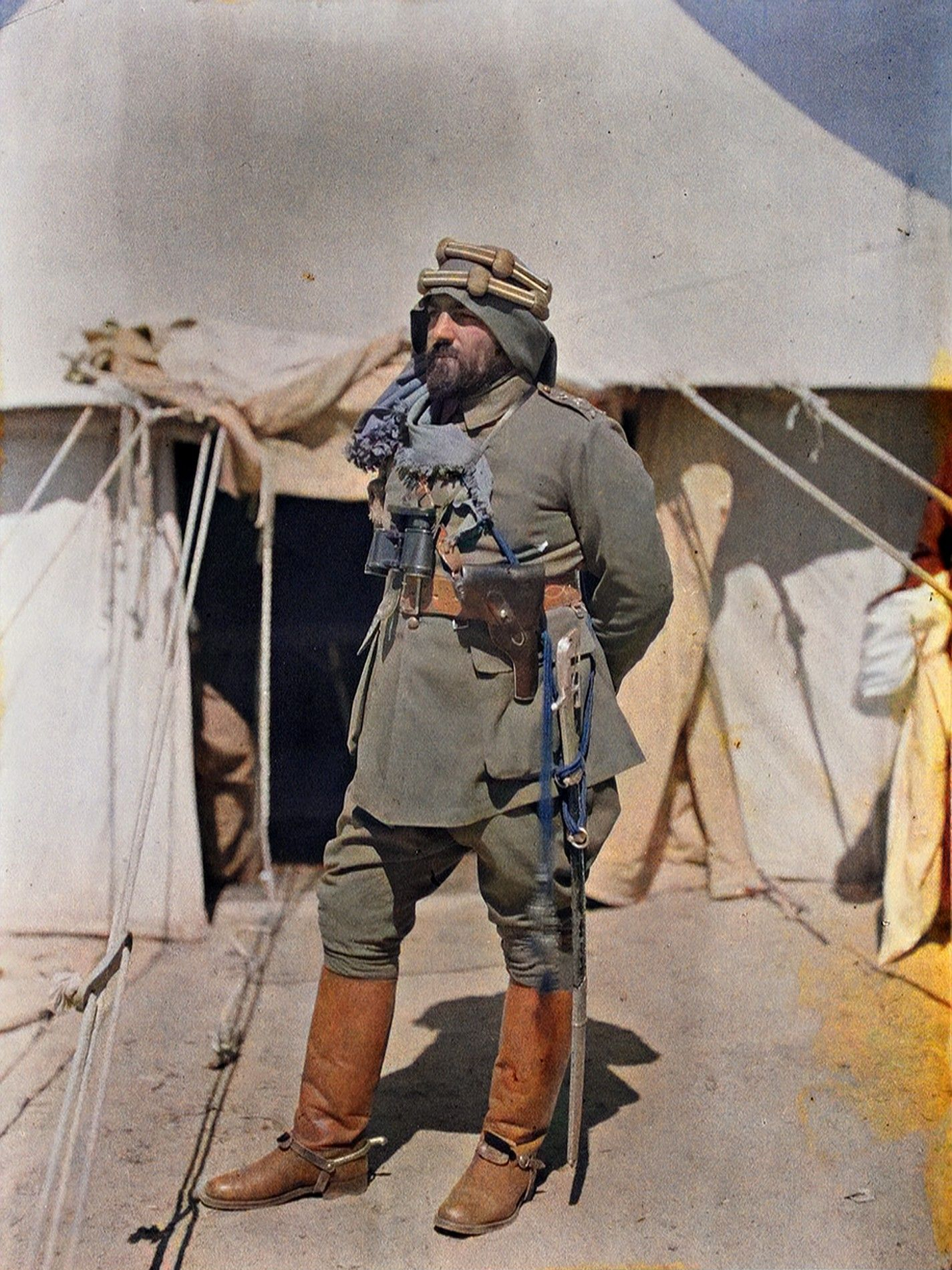
Джафар аль-Аскари - командующий регулярными войсками королевства Хиджаз. 2 марта 1918 г.

Джафар (араб. جعفر‎; англ. Ja'far, Jafar, Jaffar) — арабское мусульманское мужское имя.
Женское парное имя — Джафара.
Другие формы — Жафар, Жабар, Гафар, Гифар, Яфар, Зафар, Жапар/Джапар (кырг).

## Этимология
Имя Джафар арабского происхождения, имеющее значение «источник», «<водный> ключ», «ручей», «речка», «райский ручеёк».

## Популярность
Имя стало популярным у мусульман, благодаря почитанию Джафара ибн Мухаммада ас-Садика (араб. جعفر بن محمد الصادق‎) — шестого из двенадцати имамов, признаваемых шиитами-двунадесятниками.

## Вымышленные персонажи
- Джафар — персонаж «Багдадского вора».
- Джафар — главный антагонист диснеевского мультфильма «Аладдин», его сиквела «Возвращение Джафара».
  - Джафар — главный антагонист диснеевского фильма «Аладдин».
- Джафар — один из главных антагонистов «Однажды в Стране чудес», основанный на персонаже «Аладдина».
- Джафар — главный герой мюзикла Twisted, основанного на персонаже «Аладдина».
- Джаффар — персонаж в серии компьютерных игр Prince of Persia, вдохновленный персонажем из «Багдадского вора»[4].
- Джаффар — персонаж видеоигры Fire Emblem: The Blazing Blade.
- Джа’фар — персонаж манги Magi: The Labyrinth of Magic.
- Зафар — персонаж телесериала «Аладдин: Вы слышали моё имя», вдохновленный персонажем диснеевского «Аладдина».